# Rumex japonicus
Rumex japonicus là một loài thực vật có hoa trong họ Rau răm. Loài này được Houtt. miêu tả khoa học đầu tiên năm 1777.